# San Adrián de Juarros
San Adrián de Juarros é um município da Espanha na província de Burgos, comunidade autónoma de Castela e Leão, de área 20,06 km² com população de 65 habitantes (2007) e densidade populacional de 2,59 hab/km².

## Demografia
| Variação demográfica do município entre 1991 e 2004 | Variação demográfica do município entre 1991 e 2004 | Variação demográfica do município entre 1991 e 2004 | Variação demográfica do município entre 1991 e 2004 |
| --------------------------------------------------- | --------------------------------------------------- | --------------------------------------------------- | --------------------------------------------------- |
| 1991                                                | 1996                                                | 2001                                                | 2004                                                |
| 41                                                  | 44                                                  | 48                                                  | 52                                                  |